# Dunlap (Illinois)
Dunlap és una població dels Estats Units a l'estat d'Illinois. Segons el cens del 2000 tenia 926 habitants.

## Demografia
Segons el cens del 2000, Dunlap tenia 926 habitants, 337 habitatges, i 270 famílies. La densitat de població era de 966,3 habitants/km².
Dels 337 habitatges en un 40,7% hi vivien nens de menys de 18 anys, en un 64,7% hi vivien parelles casades, en un 11,6% dones solteres, i en un 19,6% no eren unitats familiars. En el 16% dels habitatges hi vivien persones soles el 6,5% de les quals corresponia a persones de 65 anys o més que vivien soles. El nombre mitjà de persones vivint en cada habitatge era de 2,75 i el nombre mitjà de persones que vivien en cada família era de 3,08.
Per edats la població es repartia de la següent manera: un 27,1% tenia menys de 18 anys, un 9,6% entre 18 i 24, un 29,9% entre 25 i 44, un 23,8% de 45 a 60 i un 9,6% 65 anys o més.
L'edat mediana era de 35 anys. Per cada 100 dones de 18 o més anys hi havia 92,9 homes.
La renda mediana per habitatge era de 56.364 $ i la renda mediana per família de 62.000 $. Els homes tenien una renda mediana de 42.083 $ mentre que les dones 24.732 $. La renda per capita de la població era de 20.407 $. Aproximadament el 3,1% de les famílies i el 6,3% de la població estaven per davall del llindar de pobresa.

## Poblacions més properes
El següent diagrama mostra les poblacions més properes.